# Certificate in Advanced English
O 'Certificate in Advanced English' (CAE) é um exame de alto nível linguístico que atesta a fluência em língua inglesa, em nível avançado, nas diversas situações reais de comunicação. Encontra-se abaixo do Certificate of Proficiency in English (CPE), de nível muito avançado e acima do First Certificate in English (FCE), de nível intermediário. É emitido pela Universidade de Cambridge, na Inglaterra, e reconhecido por diversas universidades em todos os continentes como comprovação de um excelente domínio de inglês. É ideal para professores de Inglês e para aqueles que necessitam de conhecimentos avançados do idioma para exercer atividades profissionais e acadêmicas fora do Reino Unido.
No Quadro Europeu Comum de Referência para Línguas (CEFR), o exame é classificado como de nível C1 (para os que obtiverem notas B ou C) ou  C2 (para os examinandos que obtiverem a nota A). Caso o aluno seja reprovado e obtenha uma pontuação mínima, receberá certificados de nível B2.